# IC 5289
IC 5289 ist ein interagierendes Galaxienpaar im Sternbild Bildhauer am Südsternhimmel. Es ist schätzungsweise 507 Millionen Lichtjahre von der Milchstraße entfernt.
Das Objekt wurde am 10. September 1896 von Lewis Swift entdeckt.